# 松井義男
松井 義男（まつい よしお、1906年4月1日 - 1983年2月26日）は、広島県呉市出身の技術者、実業家。ダイワ精工創業者。
1923年山陽中学校卒。広島でカメラ店を経営するが上京し1953年、カメラの距離計の製造を主とする「松井製作所」を創業。1955年からは釣り具のリールの製造を開始、釣り用品の需要増大に伴い、リールを本格的に生産するため1958年、東京都中野区に資本金200万円で「大和精工」を設立した。さらにスポーツ用品の製造も開始。1960年、リール生産工場を東京都東久留米市前沢に新設、1962年本社もここへ移転した。
1964年、グラスロッド（ガラス繊維強化プラスチック製の釣り竿）の生産工場を新設、1965年にはオリジナル仕様のダイワブランド・リールを開発、販売を開始した。リール市場では後発であったが、アメリカ市場を中心とした輸出が伸びたため、次いでヨーロッパ・カナダ・オーストラリアなど、国内に先駆け海外市場の開拓に注力。1966年、アメリカに現地法人「ダイワ・コーポレーション」設立に続きカナダ・イギリスに合弁会社を、台湾に伊藤忠商事との共同出資で会社を設立するなど事業の国際化を推進した。ダイワブランドはアメリカで特に高い評価を受け、品評会での評価は群を抜くものだった。
1969年名前を分かり易く「ダイワ精工」に変更。その後スキー、テニス、ウェア部門にも進出し総合スポーツ・レジャー用品メーカーに転化させた。1970年東京証券取引所2部上場、1976年1部に指定替えを果たした。1977年には釣り用品の売上高を世界第1位にした。1970年藍綬褒章、1977年勲五等双光旭日章受章。